# Sarmizegetusa (Hunedoara)
Sarmizegetusa es una comuna ubicada en el distrito de Hunedoara, Rumania.

## Superficie
Cuenta con una superficie de 73,12 kilómetros cuadrados.

## Demografía
Hasta 2021 la población era de 1018 habitantes, con una densidad de población de 13,92 habitantes por kilómetro cuadrado.